# 经济补偿
经济补偿是指向當有人遭受損失或傷害時造成傷害的一方要向受害者或受損者提供金钱或其他有经济价值的东西。
经济补偿的類型包括：
- 損害賠償
- 国有化补偿，當私人財產国有化时政府向私人支付的金錢
- 公司解除與員工合同時支付的費用[1]
- 工伤赔偿（英语：Workers' compensation），公司向因工受伤的员工支付的費用